# Hamilton (Missouri)
Hamilton – miasto w Stanach Zjednoczonych, w stanie Missouri, w hrabstwie Caldwell.